# Siata Minivan
La Siata Minivan es una furgoneta pequeña basada inicialmente en el SEAT 600, fabricada por Siata Española (filial española de la empresa italiana Siata) en su fábrica sita en Tarragona, y más tarde por Motor Ibérica tras la bancarrota de la primera. Estuvo en producción desde 1967 hasta 1980.

## Desarrollo
Este modelo surgió como respuesta a los competidores de su Formichetta, tales como la Citroën Acadiane, a la que aventajaban con motores delanteros en lugar del motor trasero que heredaba del SEAT 600 y que reducía significativamente el volumen de carga.
En este nuevo desarrollo, se siguió tomando como plataforma el 600, al que se le adelantaron los asientos delanteros hasta colocarlos sobre el eje, liberando espacio para carga y provocando un aumento del voladizo delantero. Mecánicamente, se reforzaron las suspensiones y se modificó el sistema de dirección. Se comercializó con versiones de carga, de pasajeros y mixta bajo el nombre de Minivan 2850, en referencia a su volumen máximo de carga. Un cambio legislativo realizado en 1969 que empezó a considerar a los vehículos industriales como tal sólo cuando sobrepasaran los 180 cm de altura, eximiéndolos del impuesto al lujo, provocó que se diseñara una nueva versión llamada Minivan 3000, 15 cm más alta que la inicial. También a partir de este momento se empezó a ofrecer como opción montar el motor del SEAT 850, con 6 cv más de potencia. Llegados a este momento, se fabricaban 23 unidades diarias habiendo acumulado ya unas 8 000 desde el inicio de su producción.
En 1972 la empresa Siata entró en quiebra, pasando Motor Ibérica a adquirir las patentes relacionadas con este modelo. Se empezaron a ir sustituyendo diferentes componentes por los del SEAT 850 y se renombró como Ebro Siata 40, además de adoptar nuevas insignias. Cuando en 1973 se cesó la fabricación del 600, Motor Ibérica empezó a utilizar los bastidores del 850 y el modelo pasó a llamarse Ebro Siata 50. Se puede distinguir por una boca de llenado de gasolina localizada en la parte trasera y por una menor cantidad de entradas de ventilación para la unidad motriz.
De nuevo se dejó de fabricar el modelo base para esta furgoneta en 1975, siendo entonces reemplazado por el del SEAT 133 y cambiando de nuevo el nombre del modelo a Ebro Siata 50S. Cuando en 1977 Motor Ibérica adquiere la empresa Avia, las Siata 50S también se empezaron a vender bajo dicha marca, diferenciándose por una rejilla delantera de plástico negro. Casi rozando el final de su fabricación, ya en 1980, se comenzaron a adoptar componentes del SEAT 127, dando un producto cubierto de plástico negro en gran parte de su superficie, como dictaba la moda automotríz de la época. El prototipo fue fabricado por CAF, que incluía una calandra falsa de plástico negro, queriendo ocultar su desfase con respecto a la competencia al ser ya la última que quedaba a la venta con motor trasero. Es por ello que ahora era conocido como Avia Siata 500, aunque no tuvo el mismo éxito que las versiones anteriores pese a que una gran cantidad de unidades fueron a parar a la Guardia Civil o al Ejército de Tierra.
Entre todas las versiones y actualizaciones, y todos los nombres bajo el que fue comercializado, se fabricaron aproximadamente 22 700 unidades del vehículo.

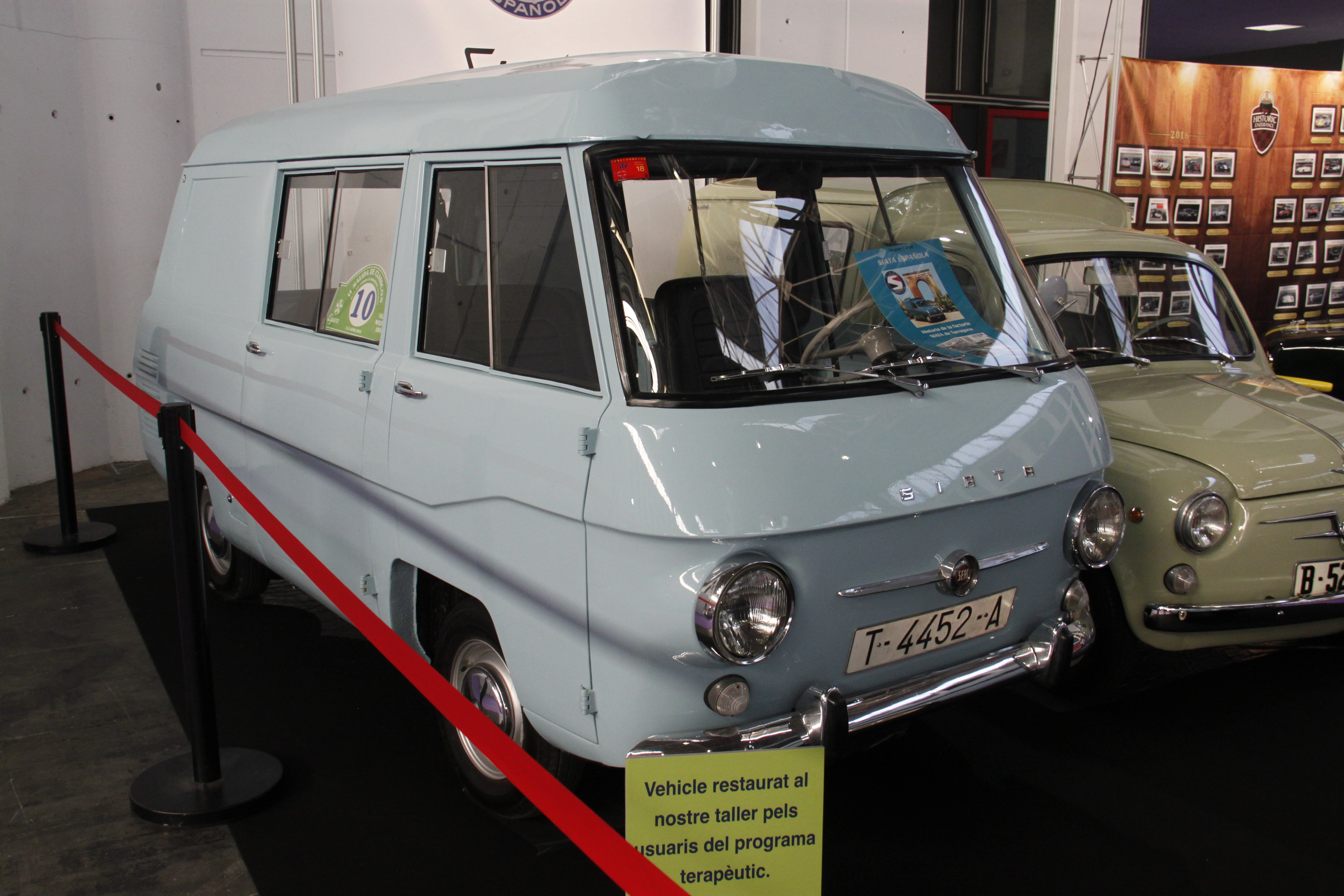
Siata Minivan 3000
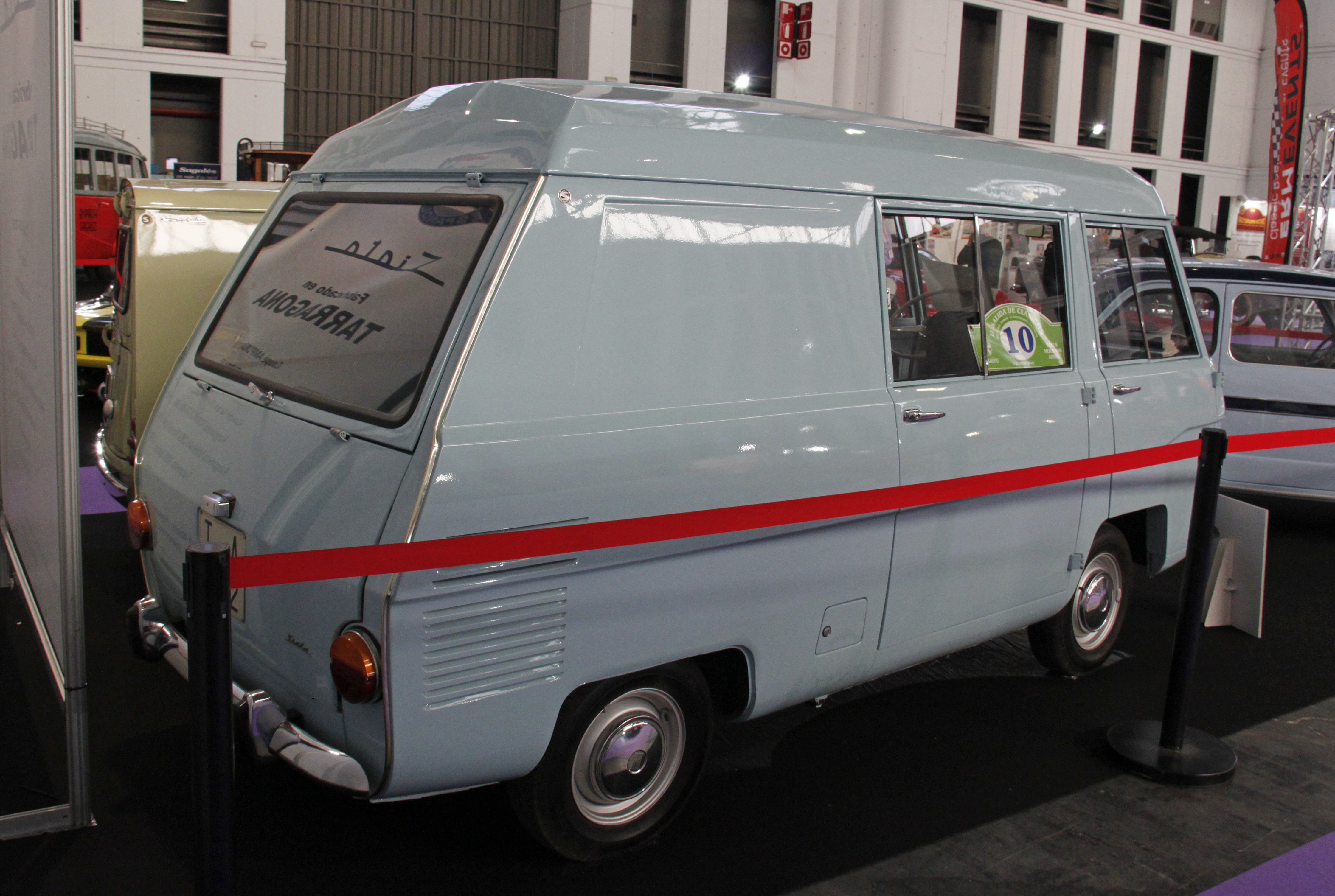
Siata Minivan 3000 (parte trasera)
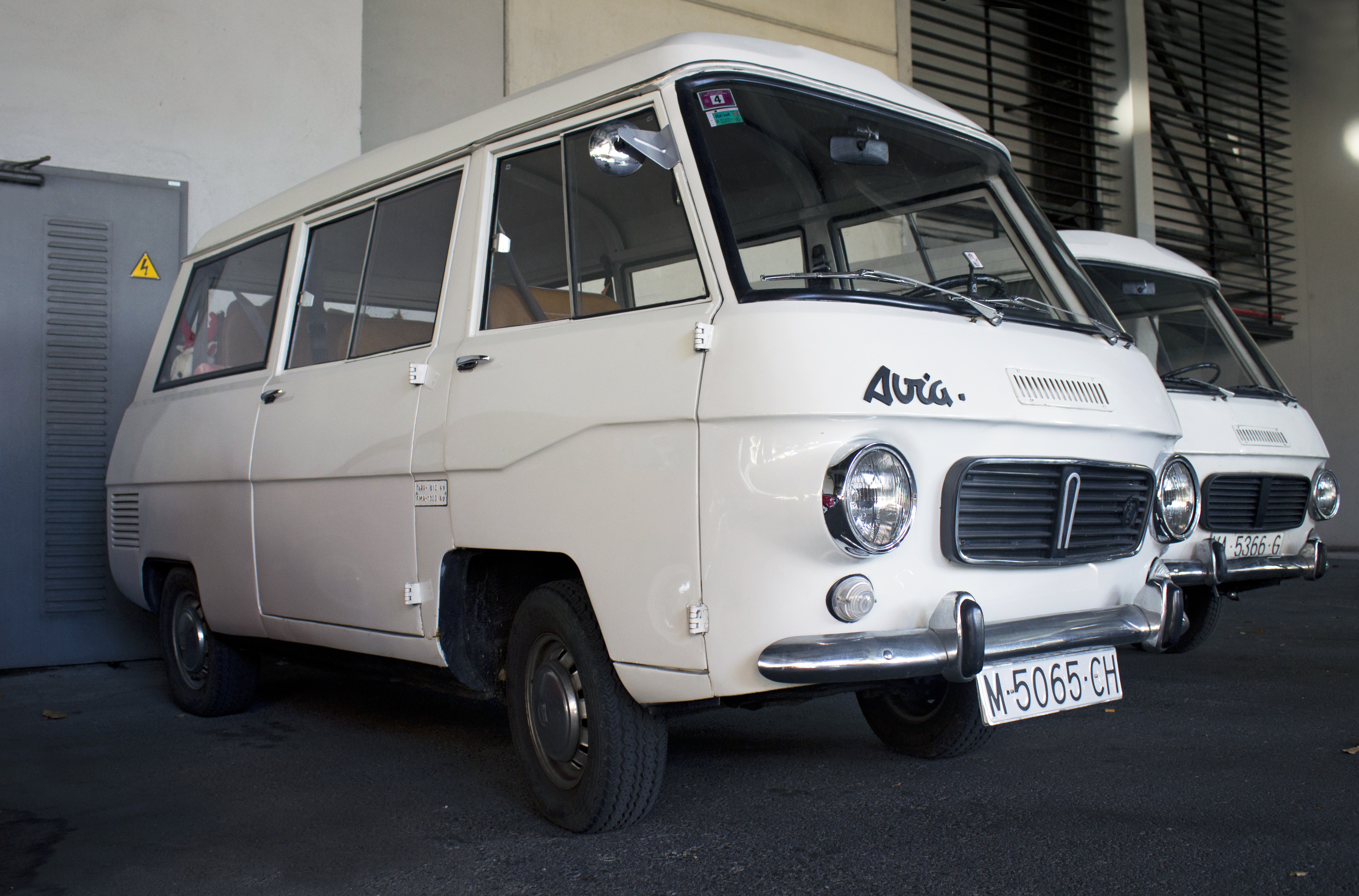
Avia 50 S/Ebro 50S